# Случайный шпион
«Случайный шпион» (кит. трад. 特務迷城, кант. ютпхин Dak6 Mou6 Mai4 Sing4) — гонконгский фильм с боевыми искусствами режиссёра Тедди Чэня с Джеки Чаном в главной роли. Премьера состоялась 18 января 2001 года. Съемки проходили в Сеуле, Гонконге, Стамбуле и Каппадокии.
Хотя это фильм гонконгского производства, большая часть диалогов на английском, особенно во время общения между персонажами из Китая, Кореи и Турции.

## Сюжет
В новостях репортер рассказывает историю деревни в Турции, в которой многие люди таинственно умерли казалось бы от пневмонии, пока команда ученых пыталась найти лекарство. Незаметно для них, группа террористов, замаскированных под фермеров, начинает стрелять и убивает ученых и новостную группу. Вскоре после атаки сотрудники южнокорейского посольства в Стамбуле обсуждают атаку и в тот момент возвращается один из их давно пропавших агентов.
Тем временем в Гонконге Бак Юэнь работает продавцом спортивных тренажеров. После неудачного дня на работе он ест в торговом центре и интуитивно предполагает что скоро должно произойти ограбление. Бак срывает планы грабителей и привлекает огромное внимание СМИ к своим действиям. Позже к Баку подходит незнакомец желая поговорить с героем, помешавшим ограблению. Незнакомец представляется детективом Мэни Лю и рассказывает что он ищет мужчин похожих по возрасту и описанию на Бака, потому что один из них может быть сыном богатого корейца по имени Пак Вон Юн (мистер Пак), который хочет оставить свое состояние своему настоящему сыну. Мэни избивают его кредиторы и Бак отводит его домой. Мени направляет Бака к коллеге для интервью. Бак был сиротой, но у него были неясные сны о воркующих над ним родителях, отце, держащем в руках блестящую вещь.
После разговора с коллегой Мэни, Бак отправляется в Южную Корею для встречи с мистером Паком, умирающим от рака мозга. Бак замечает за собой слежку таинственными людьми на автомобиле. Перед разговором с Паком он встретился с корейской журналисткой по имени Кармен Вон, которая хотела задать ему вопросы о Паке. Кармен раскрыла, что мистер Пак являлся корейским двойным агентом, который перешёл на другую сторону недавно (что показали в более ранней сцене). Она просит Бака выяснить причины по которым Пак стал перебежчиком. Когда он возвращается в больницу, то становится свидетелем того как бандиты пытаются допросить Пака. Бак отбивается от нападавших и Пак предлагает ему «сыграть с ним в прятки». Он оставляет Баку наперсный крест (который оказался той блестящей вещью из сна), подтверждающий что он его отец. Когда мистер Пак умер, Бак развеял его прах у могилы его жены, исполнив последнее желание умершего. На могиле он нашёл первый ключ от «игры» — выгравированное на могильной плите сообщение «Жди меня» на английском языке. Покинув кладбище Бак и Кармен вынуждены бежать от тех же бандитов, которые ранее напали на Пака. Бак понимает что буквы из того сообщения соответствуют цифрам телефонного номера и звонит по нему, это оказывается номер Банка Стамбула.
Попав в Турцию, Бак отправился в банк и попытался получить содержимое ячейки мистера Пака. Крест Пака оказался печатью, необходимой для получения содержимого ячейки. Открыв её Бак обнаружил крупную сумму денег и библию, что привело его к мысли о том что «игра» окончена. Вскоре после того как он покинул банк его встретила группа бандитов, захвативших несколько машин такси. Он отбивался от них, но их было слишком много. К счастью полиция вовремя пришла на помощь и бандиты убежали. Бак и полицейские были уверены что бандитам нужны были только деньги, но было понятно что они искали что-то ещё, поскольку ушли с пустыми руками. Наслаждаясь отдыхом в Турции, Бак заметил китаянку у которой на шарфе были вышиты те же слова что и в сообщении от Пака («жди меня»). Он проследил за ней и в итоге они встретились. Девушку звали Ён и она согласилась снова встретиться с Баком, назначив ему конкретное время и место.
Прежде чем встретиться с Ён, Бак посетил турецкую баню. Во время мытья к нему пристала другая группа турецких бандитов, лидер которых потребовал от него какую-то «вещь». Бак дал им отпор и убежал, но из-за этого опоздал на встречу с Ён, которая оставила ему записку с предложением встретиться позже в храме. Именно тогда появилась Кармен с помощником Эшли. Оказалась что она работает на ЦРУ, вместе с Эшли она проинформировала Бака что предмет который так всех интересует это новое биологическое оружие, Сибирская язва II, более мощная чем обычная. Она уже убила многих турок, так как Турция была выбрана как испытательный полигон. Пак Вон Юн участвовал в этом что и стало причиной его рака мозга. Бак также узнает что криминальный босс Ли Сан Дзен по прозвищу «умелец» хочет купить новый вирус и использует Ён для связи с Баком, потому что думает что у него есть информация об этом.
Когда Бак встретился с Ён, она подтвердила то что её босс это Дзен и что между ним и отцом Бака была заключена сделка. Позже Бак и Ён были захвачены бандитами и привезены в их деревню. Они оказались турецкой бандой, желавшей вернуть вирус чтобы прекратить кровопролитие, ведь именно в их деревне вирус был протестирован. Их лидер снова спросил Бака где эта «вещь». Они пытали его но он не имел ни малейшего понятия о чём они говорят. Позже, наемники атаковали деревню. Во время этого Бак смог сбежать и освободить Ён. Чтобы предотвратить погоню он уничтожил причал, сделал импровизированный плот и вместе с Ён уплыл в открытое море. Позже они попали к Дзену, который и отправил своих людей (тех наемников) чтобы спасти их. Бак узнал что Ён наркоманка и рабыня Дзена и её жизнь в смертельной опасности. Затем Дзен предложил Баку сделку — деньги и свобода Ён в обмен на Сибирскую язву II. Бак отказывается и говорит что не знает об этом, но Дзен дает время чтобы найти вирус.
Бак вспомнил о библии из банковской ячейки и его интуиция привела его в церковь, находящуюся неподалеку. Во время исповеди он встретил священника, который знал Пака. Он привел Бака в подвальное помещение, в котором мистер Пак временно останавливался, где Бак нашёл предмет, который желали многие — две ампулы Сибирской язвы II. Бак неохотно отдает ампулы чтобы спасти Ён, понимая это приведет к огромному количеству смертей. Но Дзен обманул его — Ён уже получила смертельную дозу наркотиков и вскоре умерла на вокзале. Бака арестовали как подозреваемого в причастности к её смерти. Кармен и Эшли обеспечили его освобождение. Бак сказал им что отдал ампулы в обмен на жизнь Ён. Теперь ЦРУ вынуждено заплатить Дзену чтобы вернуть вирус, Бак решает сделать правильный поступок. Кармен сообщает ему о планах Дзена на следующий день и о том когда лучше атаковать его.
Во время слежки ЦРУ за Дзеном, Бак разрушает его самолет и Дзену приходится скрыться на машине вместе с приспешником. Бак догоняет их и сражается с ними в их машине. В итоге он побеждает, но машина застревает в задней части грузовика перевозящего нефтепродукты, из-за чего тот загорается. Кармен встречает Бака на шоссе и говорит ему что грузовик должен сохранять скорость в 80 км/ч, иначе он взорвется. Бак требует помочь спасти ему водителя грузовика, его дочь и сына, до того как он даст ей Сибирскую язву II. Бак вытаскивает их из грузовика по одному, но не может спасти себя. Неожиданно появляется Мэни Лю на вертолете и пытается помочь Баку, но неудачно. В последний момент когда грузовик начал падать с края моста, Бак прыгнул с него, схватился за ограду моста. После прыжка Бак покатился вниз по склону, получив тяжелые повреждения. После того как он потерял сознание, Мэни нашёл его и вирус и забрал его.
Когда Бак очнулся в больнице, пришёл Мэни и открыл что все это приключение было разведывательной миссией, организованной американским разведывательным агентством, в которой Бак играл роль неофициального агента (случайного шпиона). Его происхождение как сироты вместе с чрезвычайно острой интуицией и отличными навыками боевых искусств сделали его идеальным кандидатом на роль внештатного агента, который мог бы выполнять специальные миссии. Так как он не был официальным агентом и не мог знать о миссии, она была выбрана как «игра» для него. Его интуиция помогла ему правильно интерпретировать все подсказки и успешно выполнить миссию. Все эти сны о родителях были иллюзией, которую Мэни создавал подсыпав в пиво Бака сильные вещества, когда был у него дома.
В сцене после титров Бак уже агент и он на задании в Италии, замаскированный под бородатого посыльного. Он доставил портфель мужчине которого затем арестовала полиция.

## В ролях
| Актёр             | Роль               |
| ----------------- | ------------------ |
| Джеки Чан         | Бак Юэнь           |
| Эрик Цан          | Мэни Лю            |
| Вивиан Сюй        | Ён                 |
| Ким Мин           | Кармен Вон         |
| У Синго           | мистер Зен         |
| Чён Татмин        | Стэн               |
| Альфред Чён       | адвокат            |
| Энтони Рене Джонс | Филипп Эшли        |
| Глори Саймон      | репортер TCN       |
| Йо Ён Куон        | Пак Вон Юн         |
| Брэдли Аллан      | телохранитель Зена |
| Скотт Эдкинс      | телохранитель Зена |

## Критика
На сайте Rotten Tomatoes фильм имеет рейтинг 29 % на основе 7 рецензий со средним баллом 4.7 из 10.

## Выход
Компания Dimension приобрела права на распространение фильма за пределами Азии. Как и в остальных фильмах Чана, дистрибьютором которых был Disney, в этом также были вырезаны несколько сцен, продублированы диалоги на других языках и изменено музыкальное сопровождение. Однако, Dimension сделала так много изменений, что почти изменила весь фильм, например:
1. Имя Бак Юэнь изменено на Джеки Чан
2. Имя Дзен изменено на Ли.
3. Сибирская язва II превратилась в «Опиа Макса», новую и более действенную форму опиума
4. В некоторых случаях сцены были фактически переделаны. Например, в гонконгской версии Бак Юэнь и коллега Мани прибывают в южнокорейскую больницу, говорят с доктором, затем Бак посещает Кармен Вонг и возвращается в больницу где отгоняет бандитов, напавших на его отца, затем беседует с ним. Однако, в версии Dimension они прибывают в госпиталь, затем «Джеки» говорит с отцом, после посещает Кармен Вонг и возвращается в госпиталь где отбивается от бандитов, но Dimension добавили звуковой эффект «умирающего» и использовали сцену где мистер Пак дышит с трудом чтобы намекнуть что он умер из-за бандитов.
5. Многие диалоги на английском были продублированы на иностранные языки, тем самым был создан языковой барьер между «Джеки Чаном» и остальными персонажами, которого не было в оригинальной версии. Были переписано много диалогов на английском из-за изменения сюжета.
6. Можно заметить, что диалоги Бака иногда продублированы голосом не принадлежащим Джеки Чану, включая сцены где он говорит на английском

### DVD
Фильм был впервые выпущен на DVD компанией Universe Laser в Гонконге. Релиз содержал неаноморфированное изображение. 19 марта 2009 года Kam & Ronson выпустили ремастированный DVD с аноморфированной картинкой,

### Blu-ray версия
Фильм вышел на Blu-ray 4 мая 2009 года. Он стал первой гонконгской постановкой Джеки Чана, выпущенной на Blu-ray.

## Сборы
Фильм собрал 30 009 076 гонконгских долларов за время проката в Гонконге.

## Награды и номинации
- 21-я Гонконгская кинопремия (2002)[3]
  - Премия за лучшую хореографию боевых сцен (Тун Вай, Каскадёрная команда Джеки Чана)
  - Премия за лучший монтаж (Куон Чилён)
  - Номинация на премию за лучшие визуальные спецэффекты (Ма Маньинь, Тин Юньтай, Тан Вайюк)
  - Номинация на премию за лучшее звуковое оформление (Кинсон Цан)